# Ignacy (Izaak) Gutman

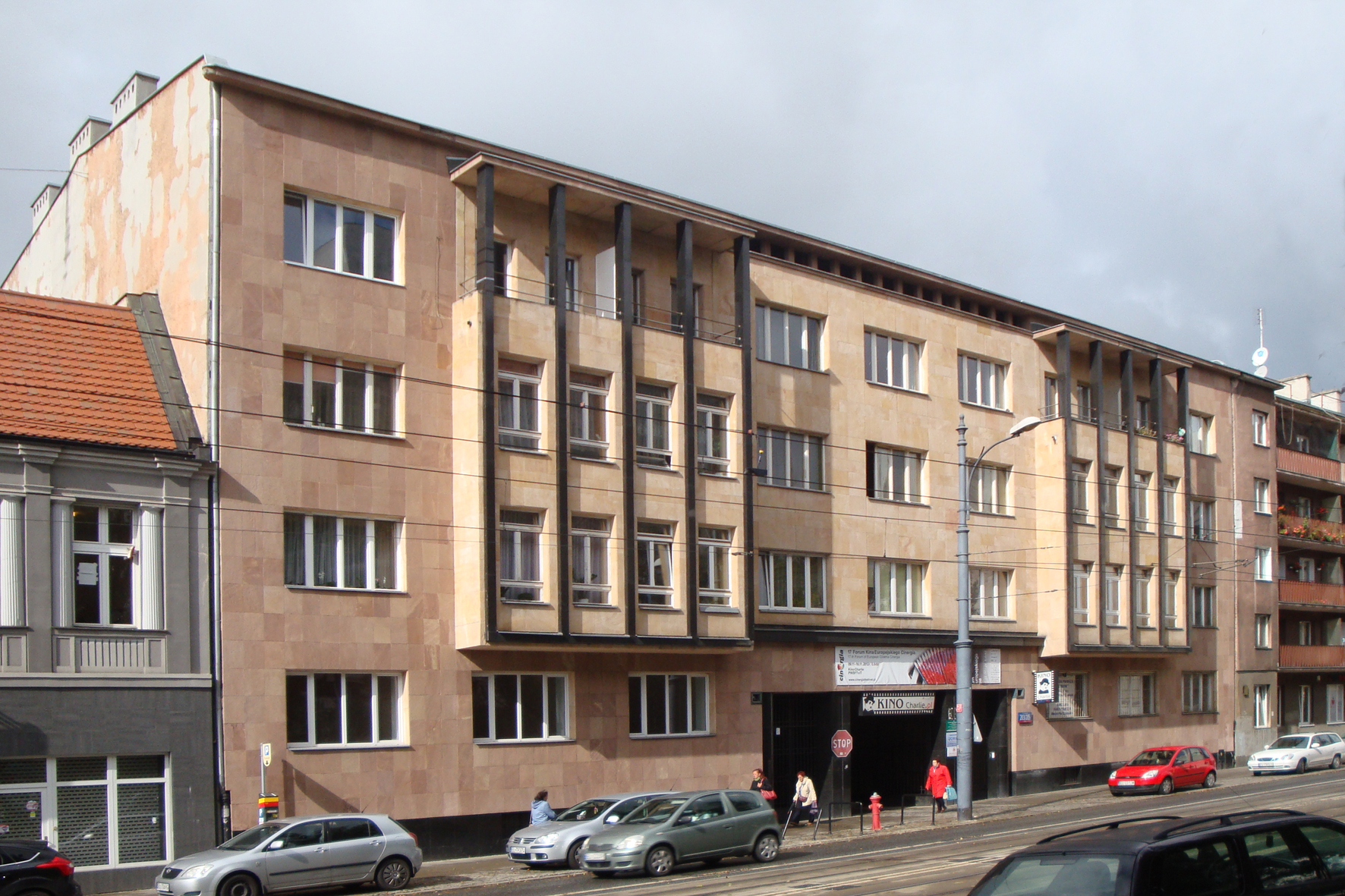
Kamienica Tomaszowskiej Fabryki Sztucznego Jedwabiu przy ul. Piotrkowskiej 203/205 proj. Izaak Gutman

Ignacy (Izaak) Gutman (ur. 14 lipca 1900 w Łodzi, zm. 24 czerwca 1972 w Holon w Izraelu) – łódzki architekt pochodzenia żydowskiego, syn Szmula i Hanny (Chany) z Lederów. Podporucznik rezerwy piechoty – uczestnik kampanii wrześniowej.

## Studia i praca zawodowa
Ukończył studia na Wydziale Architektury Politechniki Warszawskiej, był wychowankiem prof. Stanisława Noakowskiego. 31 sierpnia 1927 uzyskał dyplom inżyniera architekta o numerze 1000.
W lutym 1930 ożenił się z Sabiną Stambulską, córką Moszka (Maxa, Michała) i Fradli (Franciszki) z Grynbaumów. W 1932 r. urodziła im się córka Monika.
W Łodzi mieszkał w wybudowanym według własnego projektu domu przy ul. Żeromskiego 61. W latach 1931–1958 był członkiem oddziału łódzkiego Stowarzyszenia Architektów Polskich (SARP). W latach 1935–1939 przy ul. Piotrkowskiej 62 i ul. Gdańskiej 98 wspólnie z Luzerem (Ludwikiem) Oli prowadził biuro architektoniczne „I. Gutman, L. Oli – Architekci” i z nim zaprojektował większość obiektów, m.in. modernistyczne domy przy ul. F. Żwirki 3 (1936) i Kamienicę Tomaszowskiej Fabryki Sztucznego Jedwabiu w Łodzi (1938) przy ulicy Piotrkowskiej 203/205.

## Okres okupacji niemieckiej

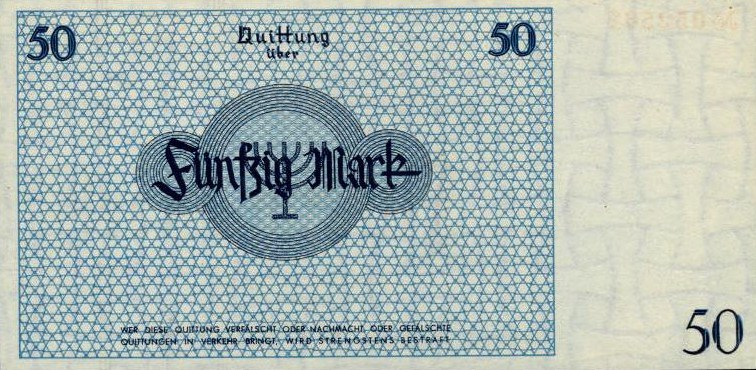
Banknot 50-markowy z łódzkiego getta (rewers)

W czasie okupacji niemieckiej 1939–1945 znalazł się wraz z żoną Sabiną (ur. 17 września 1905), nauczycielką i córką Moniką (ur. 19 stycznia 1932) w łódzkim getcie. Tu pracował w żydowskiej administracji getta jako kierownik Wydziału Budowlanego. Mieszkał przy ul. Żytniej 5, a następnie ul. Drewnowskiej 15. Jego praca polegała przede wszystkim na nadzorze wyburzeń dokonywanych na terenie getta na polecenie Niemców.
Współpracował też przy produkcji banknotów dla getta (wykonał ich ostateczną wersję według projektu Icchaka Braunera) wspólnie z grafikiem Pinkusem Szwarcem. Pierwsza partia została wydrukowana w mieście, w drukarni Zygmunta Manitiusa (ob. ul. S. Żeromskiego 87), i od 8 lipca 1940 r. stały się jedynym środkiem płatniczym w getcie.
W sierpniu 1944 r. pracownicy rozwiązanego Wydziału Budowlanego zostali przeniesieni do obozu przy ul. św. Jakuba 16. Zgrupowano tam około 700 osób (w tym rodzinę Gutmanów). Niemcy pozostawili tych ludzi w celu uporządkowania pozostałości po getcie, przynajmniej do grudnia. Potem planowali ich zamordować. Gutman w styczniu 1945 r. dowiedział się o planowanych egzekucjach i wraz z rodziną postanowili się ukryć. Przez osiem dni przebywali w kryjówce przy ul. Brzezińskiej, w komórce za kredensem. Wolność odzyskali po wkroczeniu Armii Czerwonej. Powrócili do swojego przedwojennego mieszkania przy ul. Żeromskiego 61. Mieszkali w nim do 1958, do momentu wyjazdu do Izraela.

## Po II wojnie światowej

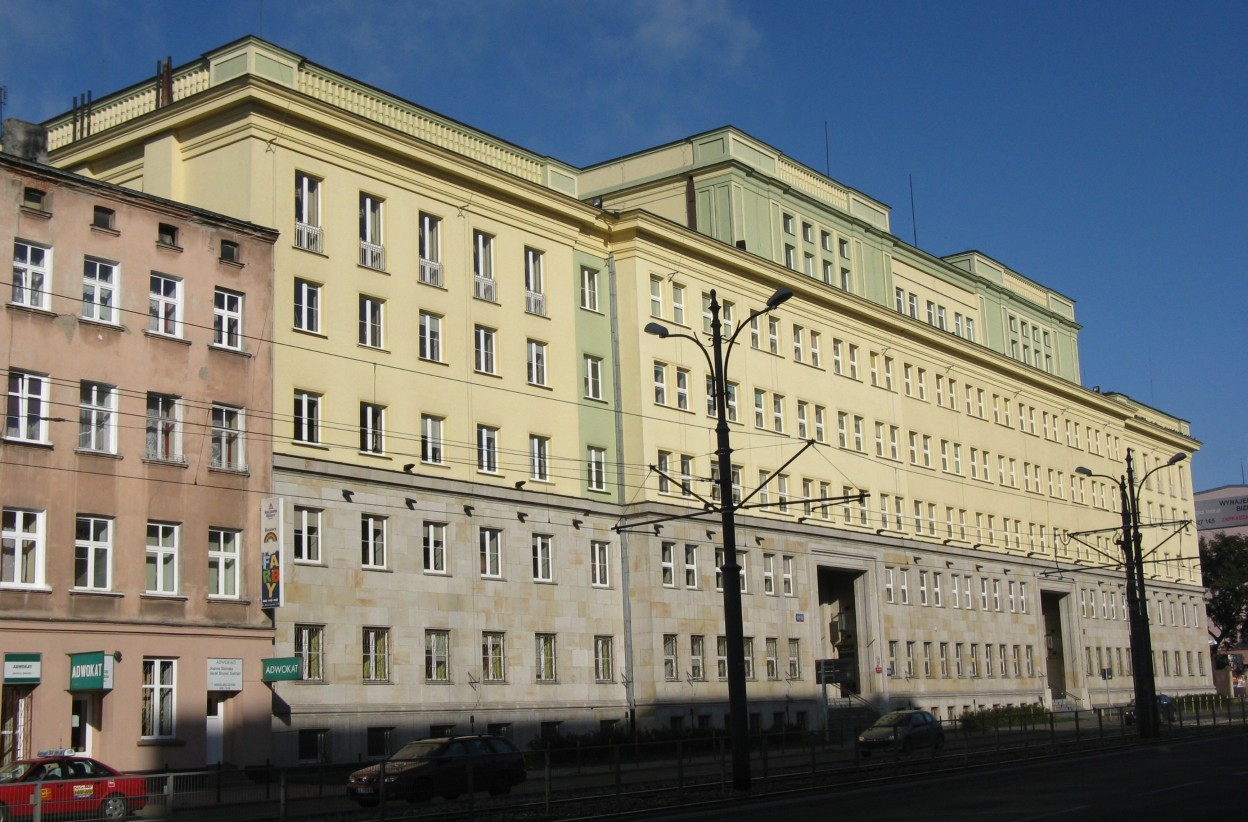
Sąd Rejonowy dla Łodzi-Śródmieście w Łodzi, dawny gmach Komitetu Wojewódzkiego PZPR, al. T. Kościuszki 107/109

Po II wojnie światowej podjął pracę jako architekt w Centralnym Zarządzie Przemysłu Odzieżowego oraz w Miejskim Biurze Projektów. Zaprojektował m.in. gmach Urzędu Zatrudnienia, przeznaczony w trakcie budowy na Prezydium Miejskiej Rady Narodowej, a ostatecznie (po przekształceniach dokonanych przez W. Kłyszewskiego, J. Mokrzyńskiego i E. Wierzbińskiego) oddany do użytku jako „Dom Partii” (Polskiej Zjednoczonej Partii Robotniczej) przy al. Tadeusza Kościuszki 107/109 (1948–1951), a obecnie Sąd Rejonowy dla Łodzi-Śródmieście. Wykonał projekt adaptacji dla celów biurowych budynków dawnej fabryki wełnianej Juliusza Heinzla na tyłach posesji przy ul. Piotrkowskiej 104 (1951–1952) dla Urzędu Miejskiego (zaprojektował również salę posiedzeń Rady Miejskiej), która łączy się z pl. Komuny Paryskiej.
Był członkiem Związku Polskich Artystów Plastyków.

## Wyjazd do Izraela
W 1949 rodzina Gutmanów po raz pierwszy złożyła wniosek o wyjazd do Izraela. Ministerstwo Bezpieczeństwa Publicznego wniosek odrzuciło, z adnotacją ówczesnego pracodawcy Centralnego Zarządu Przemysłu Odzieżowego – „wobec zagadnień 6-letniego planu inwestycyjnego Ignacy Gutman jest dla naszego przemysłu niezbędny”. Następny wniosek złożył Gutman w 1957. W 1958 uzyskali zgodę i wyjechali do Izraela. Gutman zaczął pracę w Urzędzie Miasta w Bat Jam.
Zmarł w 24 czerwca 1972 r. i został pochowany na cmentarzu Holon-Bat Yam pod Tel Awiwem, miejscu spoczynku wielu polskich Żydów. Jego rodzice pochowani zostali na cmentarzu żydowskim w Łodzi, przy ul. Brackiej.

## Dorobek zawodowy w Łodzi
Przedwojenny dorobek projektowy w Łodzi to, projektowane wspólnie z L. Oli, budynki w stylu modernistycznym:
- ul. Brzeźna 8 (1938–1939),
- kamienica przy ul. Gdańskiej 98 (1934–1936) – siedziba pracowni projektowej I. Gutmana i L. Oli i miejsca zamieszkania L. Oli[4],
- ul. G. Narutowicza 24 (1936–1938) – budynek położony w głębi posesji,
- ul. Przejazd 17a (obecnie J. Tuwima) (1936–1938) – budynek położony w głębi posesji, w sąsiedztwie parku im. H. Sienkiewicza,
- ul. Zagajnikowa 39a. (obecnie ul. S. Kopcińskiego) (1938–1939),
- al. T. Kościuszki 45 (ok. 1937),
- al. T. Kościuszki 46 (1936–1937),
- al. T. Kościuszki 52. 1936–1938 – fasada o asymetrycznej kompozycji z bocznym wykuszem podzielonym wertykalnymi lizenami,
- kamienica Tomaszowskiej Fabryki Sztucznego Jedwabiu przy ul. Piotrkowskiej 203/205 (1937–1938) wyróżniająca się dużą skalą (zbudowana na dwóch działkach) o symetrycznej kompozycji, oblicowana w części cokołowej czarnym marmurem, wyżej czerwonym piaskowcem; elewacja podwórzowa oblicowana białym klinkierem, w podwórzu budynek magazynowo-biurowy, obecnie kino „Charlie”,
- ul. Trębacka 12 (obecnie ul. Uniwersytecka),(1936–1938),
- ul. F. Żwirki 1d. (1937–1938),
- ul. F. Żwirki 3 (ob. 1 c), 1936–1937 – w obydwu fasada oblicowana żółtym klinkierem.